# Limoeiro do Norte
Pour les articles homonymes, voir Limoeiro (homonymie).
Limoeiro do Norte est une ville brésilienne de l'État du Ceará. Sa population était estimée à 56 264 habitants en 2010. La municipalité s'étend sur 752 km2.
Sur son territoire se trouve le confluent entre le rio Jaguaribe et le rio Banabuiú, son principal affluent.

## Maires
| Période | Période | Identité             | Étiquette | Qualité |
| ------- | ------- | -------------------- | --------- | ------- |
| 2009    | 2012    | João Dilmar da Silva | PRB       |         |